# Chiesa dei Santi Quirico e Giulitta (Cella Monte)
La chiesa dei Santi Quirico e Giulitta è la parrocchiale di Cella Monte, in provincia di Alessandria e diocesi di Casale Monferrato; fa parte dell'unità pastorale Beato Piergiorgio Frassati.
Conserva opere di Pietro Ivaldi e di altri pittori italiani.

## Storia
La prima citazione di una chiesa a Cella Monte, menzionata come ecclesia de Cella risale al 1299; questa chiesa era filiale della pieve di Rosignano.
Nel 1474 la chiesa passò dall'arcidiocesi di Vercelli alla diocesi di Casale Monferrato.
Alla fine del XVI secolo l'antica parrocchiale di San Quirico si rivelò insufficiente a soddisfare le esigenze della popolazione e, così, nel 1584 si decise di edificare una nuova chiesa in una posizione più centrale nel paese.

L'attuale parrocchiale venne costruita riutilizzando alcuni materiali provenienti dalla soppressa chiesa di San Pietro; ultimata verso il 1610, fu poi consacrata il 18 aprile 1633 dal vescovo di Casale Monferrato Scipione Agnelli.
Nel 1730 la chiesa risultava essere dotata di sette altari, ovvero quello maggiore e quelli laterali di San Giuseppe, del Rosario, di San Carlo, dell'Immacolata Concezione, di San Francesco e di Sant'Antonio di Padova; una siffatta situazione, confermata nella relazione della visita pastorale del 1834 del vescovo Francesco Icheri di Malabaila, si mantenne sino al 1848, quando, nel corso di un generale restauro dell'edificio, vennero eliminati alcuni altari.

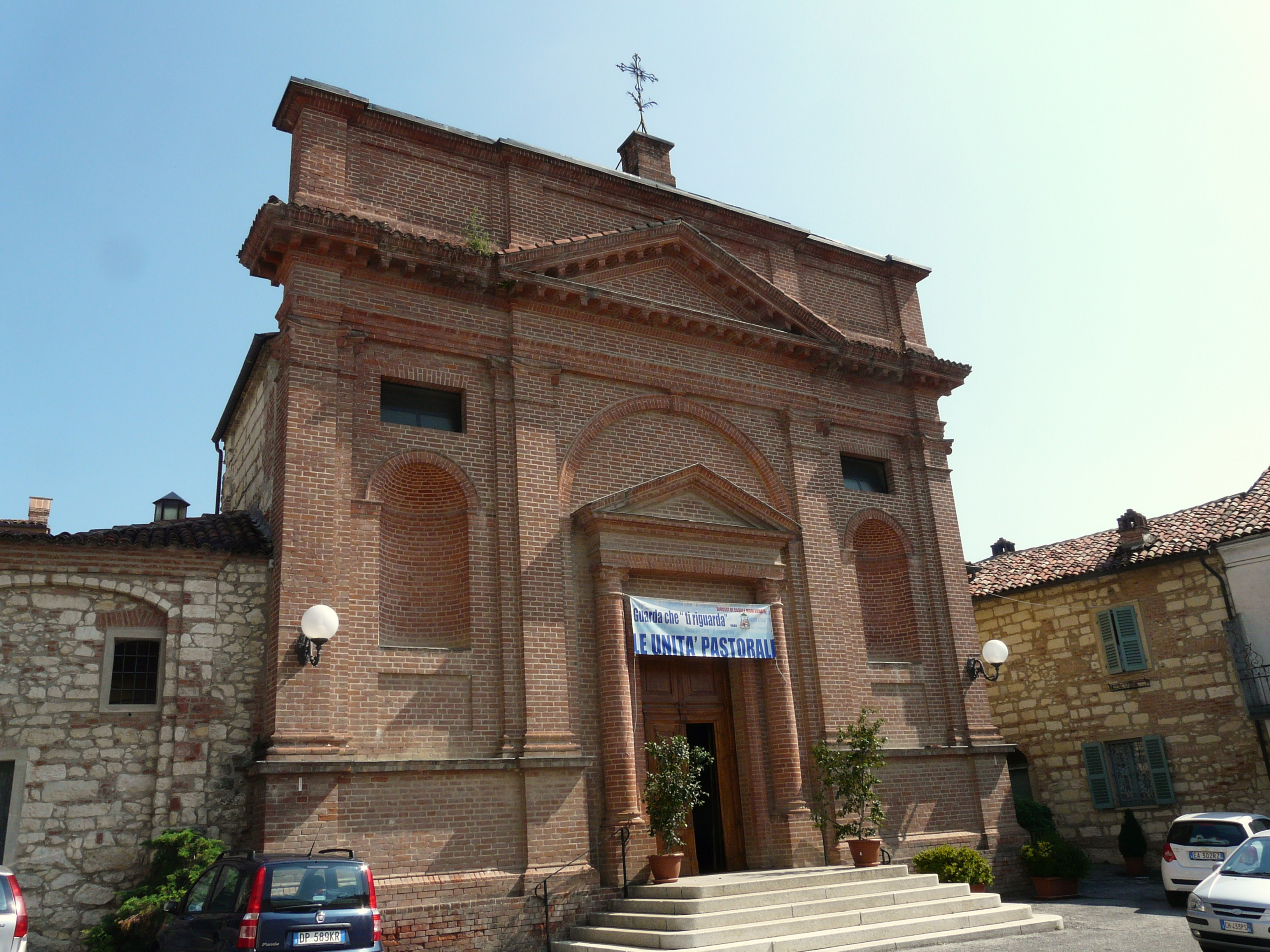
La facciata vista da un'altra angolazione

Nel 1922 fu progettata da Vittorio Tornielli la nuova facciata, che venne in effetti realizzata nel 1927 dalla ditta del geometra Umberto Mombelli.
La chiesa fu poi restaurata tra il 1969 e il 1970 e nel 1989.

## Descrizione

### Facciata
La facciata della chiesa, che è in mattoni a faccia vista, è tripartita da quattro lesene sopra le quali è impostata la trabeazione, sovrastata da una pseudobalconata; ai lati del portale vi sono due colonne d'ordine dorico sorreggenti un timpano aggettante di forma triangolare e, inoltre, sono presenti due nicchie.

### Interno
L'interno è suddiviso in tre navate separate da pilastri e coperte da volte a botte; l'aula termina con il presbiterio caratterizzato da volta a vela e chiuso dall'abside di forma semicilindrica.
Opere di pregio qui conservate sono i dipinti del soffitto, ritraenti i Simboli della Passione con la Santa Veronica, Santa Maria Assunta in Cielo e l'Esaltazione della Croce, quelli delle pareti, con l'Adorazione dei pastori, la Predicazione di San Giovanni Battista, Santa Maria Maddalena che asciuga coi capelli i piedi di Gesù Cristo, eseguiti da Pietro Ivaldi forse nel 1848, il marmoreo altare maggiore, costruito nel 1744 ed originariamente collocato nella chiesa casalasca della Santa Croce, la statuetta ottocentesca avente come soggetto San Quirico, la pala del Martirio di San Quirico, dipinta nel XIX secolo da Giuseppe Martinengo, la tela raffigurante il Crocifisso venerato da San Francesco e da un altro santo francescano, opera di Giorgio Alberini, la statua della Beata Vergine del Rosario col Bambino, risalente al XVII secolo, la pala con soggetto la Madonna del Rosario, eseguita da Ambrogio Oliva alla fine del XVII secolo, e la Via Crucis del 1803.